# Villemanoche
Villemanoche es una comuna francesa situada en el departamento de Yonne, en la región de Borgoña-Franco Condado.

## Demografía
| 424 | 384 | 351 | 376 | 590 | 610 | 667 |
| Para los censos de 1962 a 1999 la población legal corresponde a la población sin duplicidades (Fuente: INSEE [Consultar]) |     |     |     |     |     |     |